# 奈良ニシカワ
株式会社奈良ニシカワ（ならニシカワ）は、奈良県磯城郡田原本町の本店を置くベビー・マタニティ用品・玩具・結納用品・自転車等の販売と通信販売を扱う企業である。

## 概要
奈良県内では、有名な老舗のベビー・マタニティ用品・玩具・結納用品・自転車の販売店で知られる。特に近年は自転車販売とインターネット通信販売に力を入れている。トイザらス等の競合店に対抗すべく安さ勝負で商品を販売している。

## 沿革
- 1959年-西川児童乗物製作所として創業。
- 1973年-現在地に現本社ビルを完成。小売店の田原本本店を開店。三輪車、ブランコ等子供乗り物の製造直売を始める。後に自転車販売も開始。
- 1976年-田原本本店の新館を増設。社名をニシカワ乗物人形製作所に変更。ベビー服・用品、人形・結納用品の販売を開始。
- 1988年-奈良市宝来町に宝来店開店。社名を奈良ニシカワに変更。
- 1999年-田原本本店の本館南側に自転車専門店「じてんしゃ館 田原本店」を増設。
- 2005年-インターネットショッピングサイト「こじからんど」開店
- 2006年-奈良市西九条町に「じてんしゃ館 西九条店」開店
- 2007年-京都府木津川市に「奈良ニシカワこじからんどガーデンモール木津川店」開店
- 2008年-奈良県北葛城郡王寺町に「じてんしゃ館 王寺店」開店
- 2009年-奈良県大和郡山市筒井町に「じてんしゃ館 筒井店」開店
- 2010年-京都府相楽郡精華町祝園西せいかガーデンシティ1Fに「じてんしゃ館 祝園店」開店
- 2012年-奈良県生駒市東生駒に「じてんしゃ館 東生駒店」開店、奈良県御所市元町に「じてんしゃ館 御所店」開店
- 2013年-奈良県香芝市真美が丘に「じてんしゃ館 香芝店」開店
- 2014年-京都府京田辺市大住に「じてんしゃ館 京田辺店」開店、奈良県橿原市御坊町に「じてんしゃ館 橿原店」開店
- 2017年7月-「有限会社 チャンピオンインターナショナル」と「株式会社 奈良ニシカワ」が合併し「株式会社 チャンピオン西川営業部」に社名変更。

## 店舗概要
- 本社-奈良県磯城郡田原本町
- 田原本本店-本社と同じ場所。
- こじからんどガーデンモール木津川店-京都府木津川市
- じてんしゃ館 西九条店-奈良市西九条町
- じてんしゃ館 田原本店-本店南側
- じてんしゃ館 王寺店-奈良県北葛城郡王寺町